# بويرتو بلاتا
بويرتو بلاتا هي بلدية في جمهورية الدومينيكان، تتبع محافظة بويرتو بلاتا، بلغ عدد سكانها 286٬558 نسمة، تبلغ مساحتها 459٫71 كيلومتر مربع.

## مدن توأم
المدن التوأم:
- روتشستر.

## أعلام
- أوسكار تافيراس
- آل هورفورد
- كارلوس فيليبي موراليس
- أنطونيو باريرا إمبير
- غريغوريو لوبيرون